# Rod Kafer
Rodney B. Kafer, detto Rod (Newcastle, 25 giugno 1971), è un ex rugbista a 15, allenatore di rugby a 15 e dirigente sportivo australiano.
Tre quarti centro, vanta un titolo di campione del mondo conquistato nel 1999 con gli Wallabies ed è il primo rugbista ad avere vinto un trofeo interconfederale per club in entrambi gli emisferi, il Super Rugby nel 2001 e la Heineken Cup nel 2002; dopo un periodo nella carriera tecnica, è dal 2006 presidente del RUPA, l'associazione dei rugbisti professionisti australiani.

## Biografia
Kafer iniziò la pratica rugbistica a Canberra ai tempi della frequenza alle scuole superiori; nonostante a 15 anni gli fosse stato diagnosticato un diabete di tipo 1 che lo rese insulino-dipendente dai 17 anni in avanti, riuscì a intraprendere la carriera sportiva; entrato nella selezione provinciale del Territorio della capitale australiana, nel 1996 divenne professionista e passò nella franchise di Canberra in Super Rugby, i Brumbies, della cui primissima formazione fece parte, nel ruolo di estremo.
Nel 1999, a 28 anni, esordì negli Wallabies in un incontro del Tri Nations contro la Nuova Zelanda; il suo secondo test match fu nel corso della successiva Coppa del Mondo di rugby 1999 a Belfast contro la Romania; furono solo due le presenze nella competizione, al termine della quale l'Australia vinse il suo secondo titolo mondiale; un anno più tardi fece parte della selezione australiana che si aggiudicò il suo primo Tri Nations, e disputò il suo ultimo incontro internazionale nel novembre 2000 a Twickenham contro l'Inghilterra.
Vinse il Super 12 nel 2001, il suo ultimo anno ai Brumbies; nel giugno di quell'anno si trasferì in Europa nel club inglese del Leicester, nella cui prima squadra fu giocatore e allenatore e con cui, al termine della sua prima stagione, vinse sia il titolo di Premiership che quello di campione d'Europa, divenendo così il primo rugbista a vincere i più importanti tornei professionistici per club rispettivamente dell'Emisfero Sud (il Super Rugby) e di quello Nord (la Heineken Cup).
Nel 2003, dopo altre due stagioni, non rinnovò il suo impegno con il Leicester e contestualmente smise la carriera agonistica alla fine della stagione; pochi mesi dopo fu ingaggiato dai Saracens come allenatore; tuttavia, a causa di una crisi tecnico-societaria, e senza aver conseguito risultati di rilievo, si dimise dall'incarico nel dicembre 2004 a stagione in corso.
Tornato in patria, nel 2006 fu eletto presidente del RUPA, l'associazione dei rugbisti a 15 professionisti australiani, primo ex giocatore a ricoprire tale incarico dopo averlo tenuto, quand'era ancora in attività, nel biennio 2000-2001; il mandato, biennale fu rinnovato e a tutto il 2010 Kafer ricopre ancora la carica.
Fuori dall'attività sportiva Kafer è direttore generale di una compagnia di servizi.

## Palmarès
- Coppe del mondo: 1
Australia: 1999
- Super Rugby: 1
Brumbies: 2001
- Premiership: 1
Leicester: 2001-02
- Heineken Cup: 1
Leicester: 2001-02